# Dudnik
Dudnik – skały na Wyżynie Częstochowskiej, w obrębie wsi Podlesice w województwie śląskim, powiecie zawierciańskim, w gminie Kroczyce. Znajdują się w lesie po południowo-zachodniej stronie drogi z Podlesic do Kotowic, w odległości około 250 m (w prostej linii) od szosy, niedaleko od czerwonego szlaku turystycznego.
W skałach Dudnik jest kilka jaskiń: Jaskinia między Studniami, Jaskinia w Dudniku, Jaskinia Zawał, Komin Prawej Nogi Baby, Mała Studnia Szpatowców, Pochylnia Lewej Nogi Baby, Studnia Szpatowców. Najbardziej znana z nich to Studnia Szpatowców. Ma głębokość 36 m i jest bardzo niebezpieczna; jak dotąd zginęło w niej już 5 ludzi. GOPR zamontowało przy wejściu do jaskini metalowe barierki i tablicę ostrzegawczą.

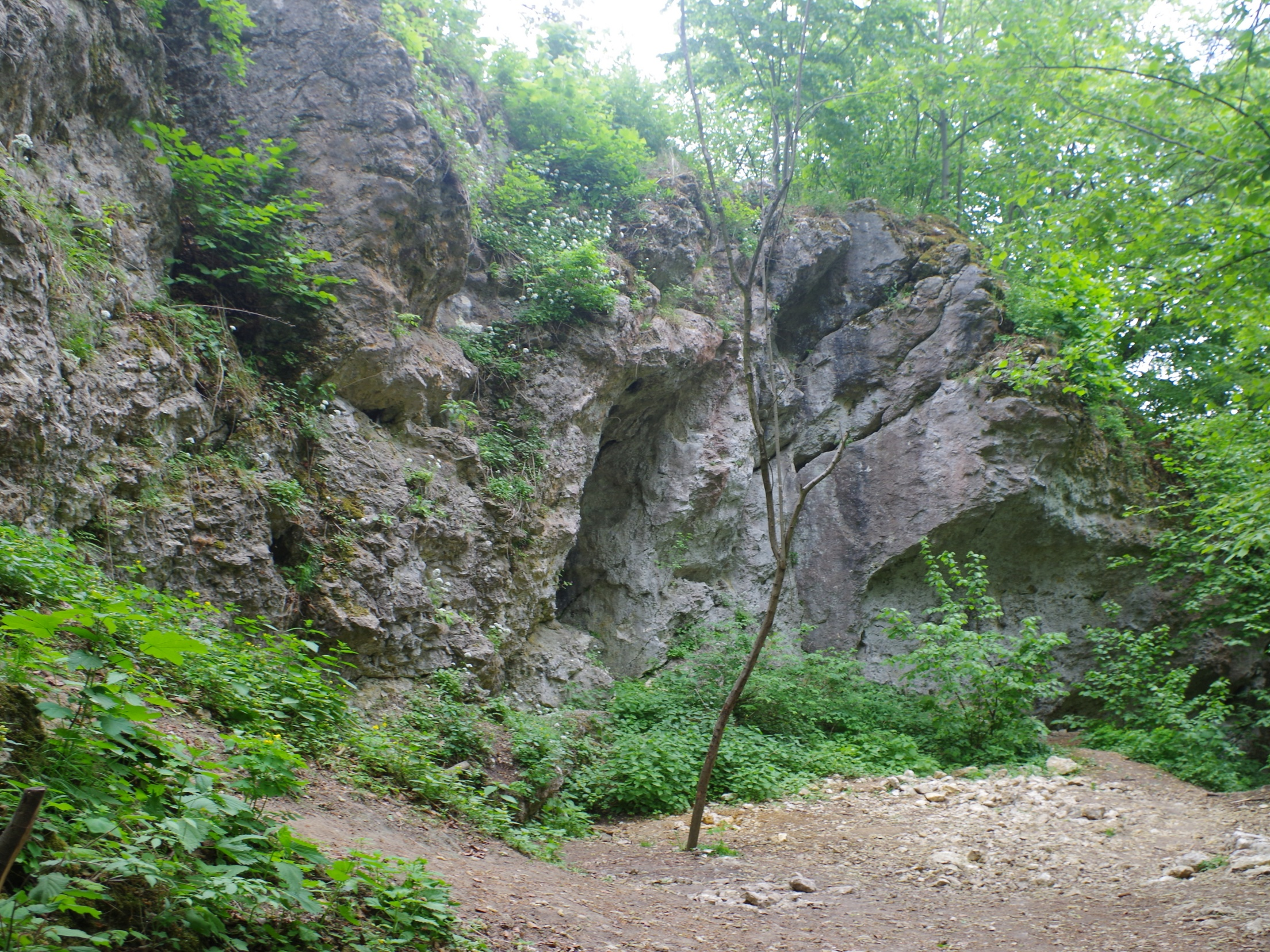
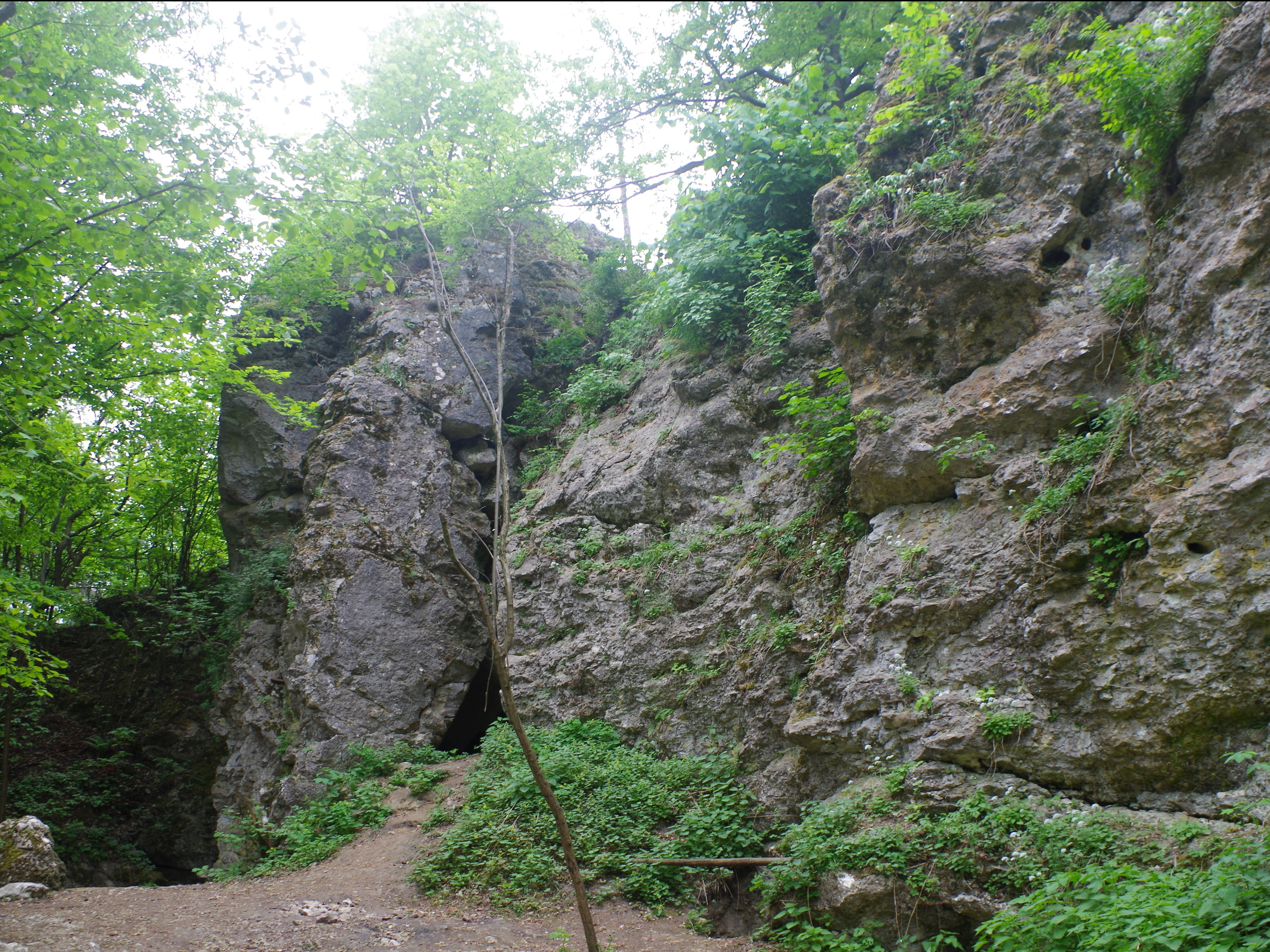
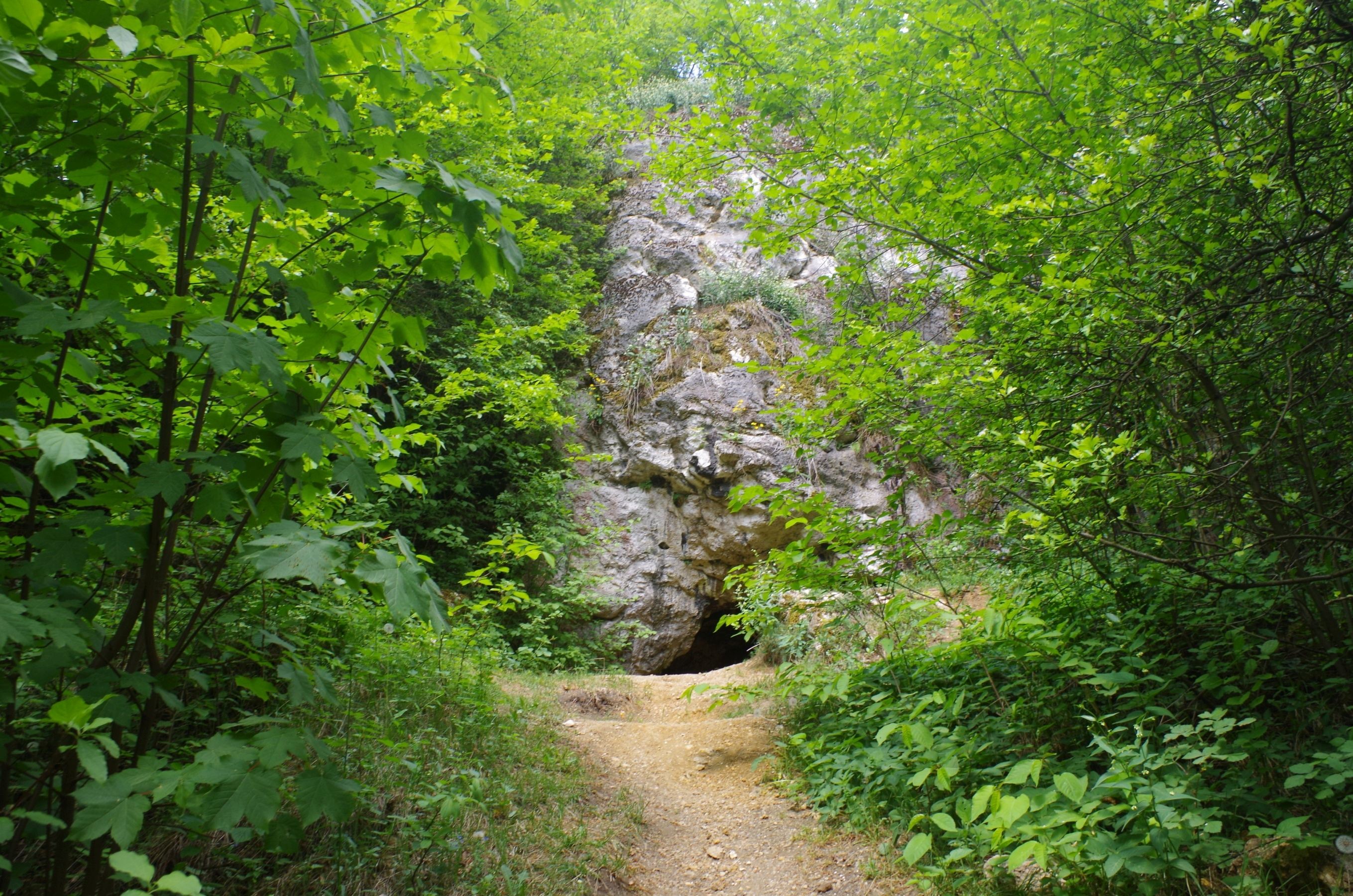
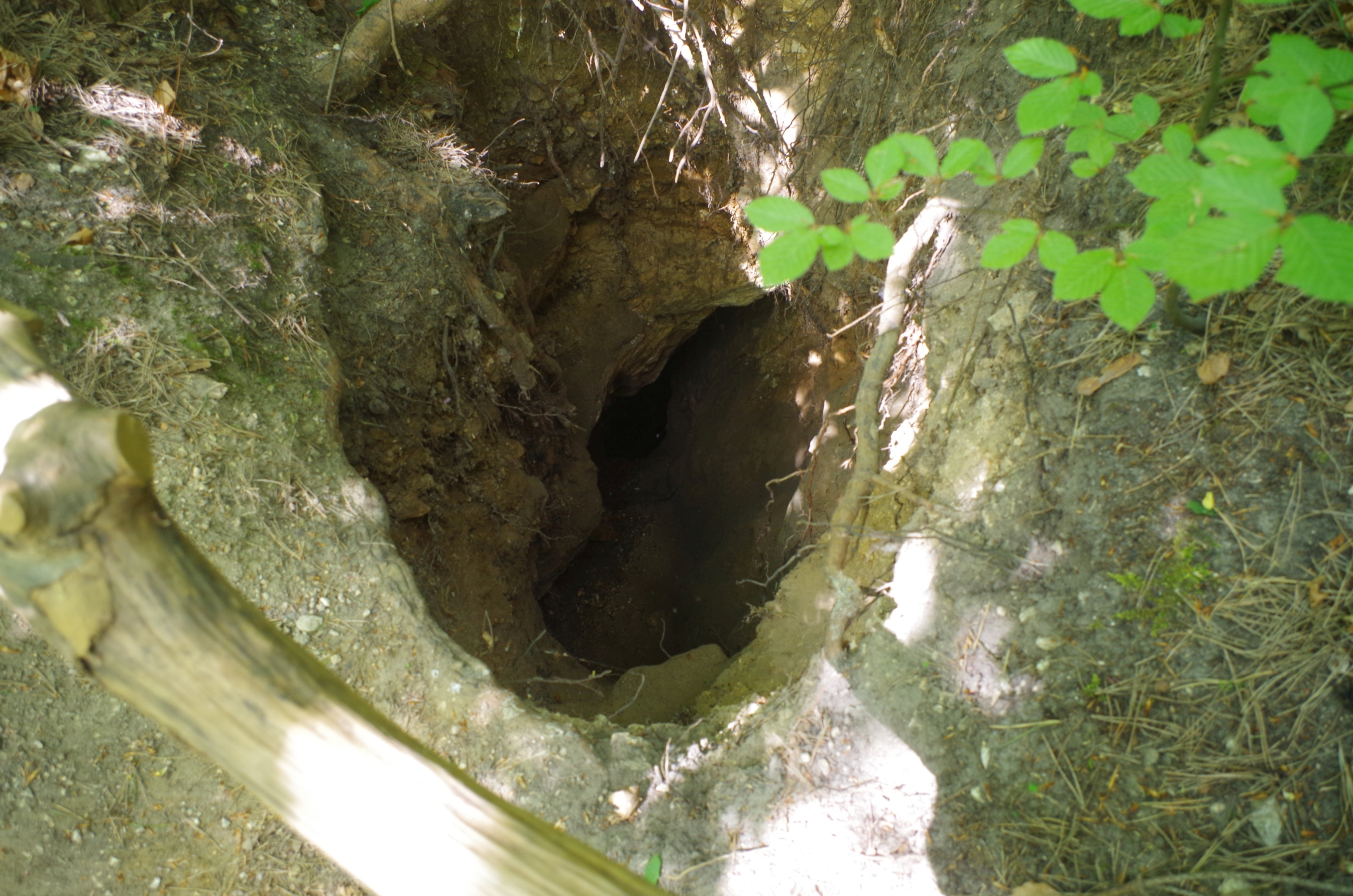

Po drugiej wojnie światowej Dudnik wyglądał zupełnie inaczej niż obecnie. Był prawie bezleśny i zryty, wydobywano tutaj bowiem szpat islandzki i ziemię okrzemkową. Poszukiwacze szpatu rozszerzyli wejścia i korytarze niektórych jaskiń i schronisk, zaś wydobywający ziemię okrzemkową pozostawili po sobie wały ziemi. Dobrze widoczne były również wykonane przez Niemców w czasie II wojny światowej okopy. Prawdopodobnie w trakcie wykonywania tych wykopów przypadkowo odsłonili wejście do wielkiej Studni Szpatowców. Wypalano również wapno - istniał piec wapiennik i szałas. Jaskini Zawał nie było – została bowiem całkowicie zawalona gruzem wydopywanym przez szpatowców. Została odkopana przez speleologów w styczniu 1974 r.